# غافوروف
غفوروف (Гафуров) هي مدينة في ناحية غفوروف في ولاية صغد في طاجكستان.